# Administration transitoire des Nations unies au Timor oriental
1999–2002
Entités précédentes :
- Timor oriental

Entités suivantes :
- République démocratique du
Timor oriental

L'Administration transitoire des Nations unies au Timor oriental (ATNUTO ; en anglais United Nations Transitional Administration in East Timor, UNTAET) est une administration civile et de maintien de la paix mise en place par les Nations unies au Timor oriental entre 1999 et 2002.

## Historique
Le mandat est créé suite de la résolution 1272 (1999)  du Conseil de sécurité de l'ONU, le 25 octobre 1999.
Deux nouvelles résolutions du Conseil de sécurité viennent proroger le mandat de l'ATNUTO :
- la résolution 1338 (2001) [3], adoptée le 31 janvier 2001, qui proroge le mandat jusqu'au 31 janvier 2002 ;
- la résolution 1392 (2002) [4], adoptée le 31 janvier 2002, qui proroge le mandat jusqu'au 20 mai 2002.Les soldats australiens au Timor oriental

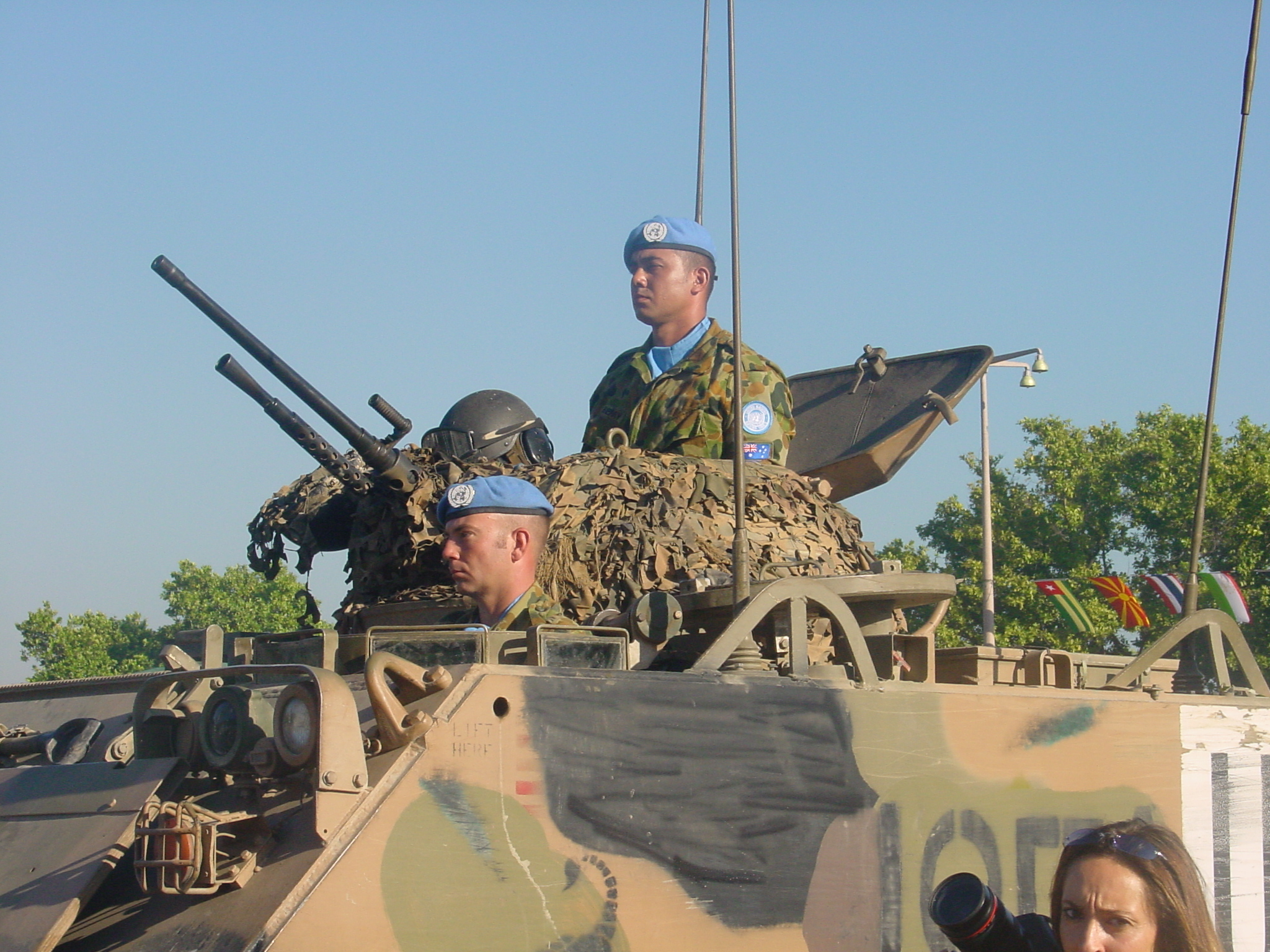
Les soldats australiens au Timor oriental

Sa mission s'achève formellement le 20 mai 2002, jour de l'accession formelle du Timor oriental à l'indépendance.
Le 17 mai 2002, en prévision de cette indépendance, le Conseil de sécurité adopte la résolution 1410 (2002) , qui porte création d'une nouvelle Mission d'appui des Nations unies au Timor oriental (MANUTO), créée pour une période de 12 mois, et à laquelle est dévolue une partie des missions jusque-là exercées à l'ATNUTO, la nouvelle administration de la République démocratique du Timor oriental prenant le relais pour les autres tâches.

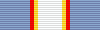
Ruban de la Médaille